# Wellingtonmuseum

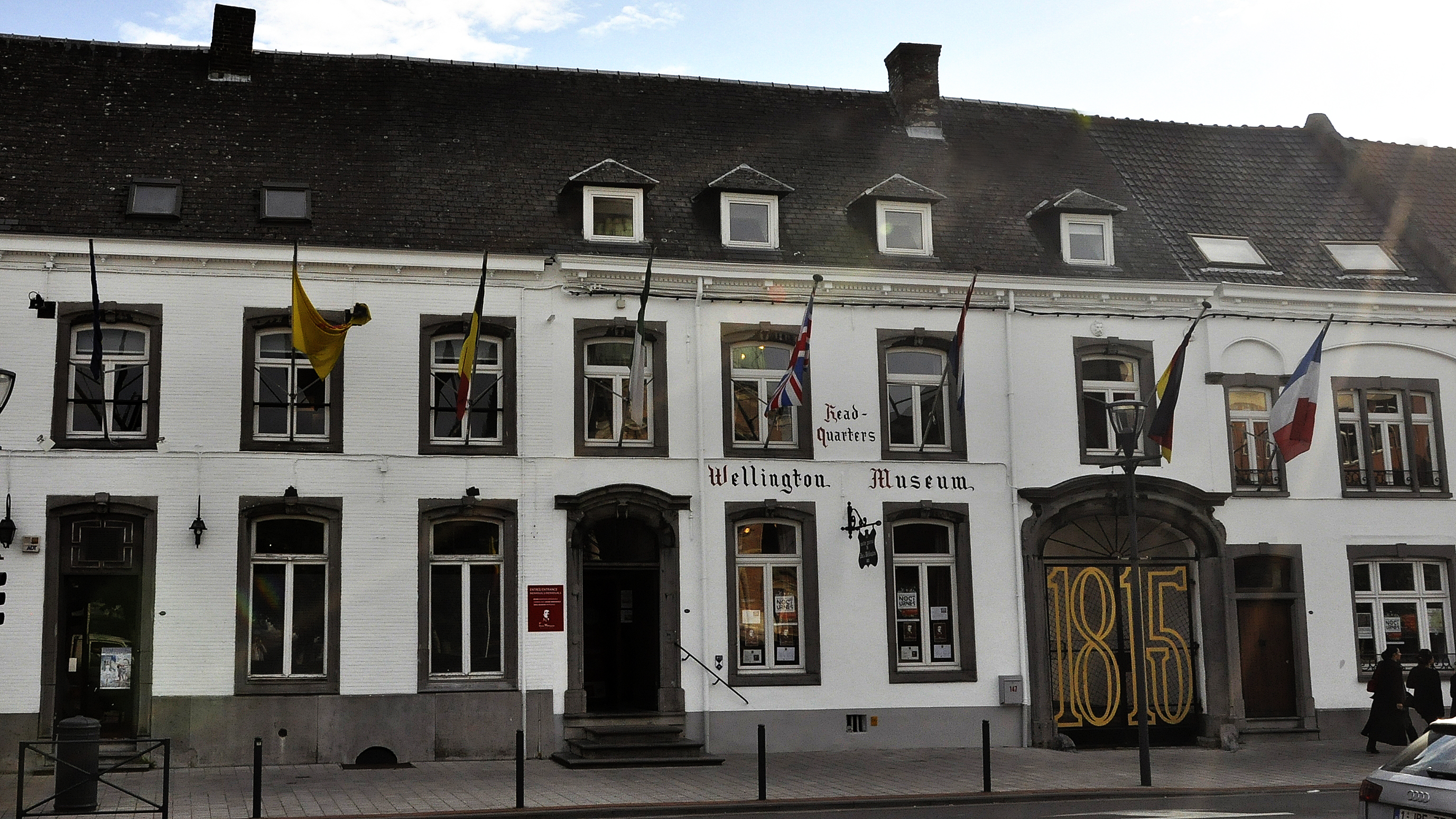
Het Wellingtonmuseum

Het Wellingtonmuseum (Musée Wellington) is een museum in het centrum van de Belgische plaats Waterloo. Het is genoemd naar Arthur Wellesley, beter bekend als Wellington. Hij had in het gebouw zijn hoofdkwartier toen hij Napoleon Bonaparte versloeg in de Slag bij Waterloo.

## Geschiedenis
Het gebouw werd in 1705 opgetrokken door de wegenbouwer Humbert Olivet tegenover de koninklijke kapel. Zijn zoon Noël Olivet zette het bedrijf verder en maakte in 1776 een postrelais-herberg van zijn huis. Na diens dood in 1782 kochten Josse Bodenghien en Catherine Ghignet  de uitspanning uit de nalatenschap. Hun zoon Antoine en zijn vrouw Marie Catherine Wilmet waren de volgenden die de zaak uitbaatten. Ze werd op 25 juni 1791 aangedaan door de graaf van Provence, die erin was geslaagd het revolutionaire Frankrijk te ontvluchten, terwijl zijn koninklijke broer Lodewijk XVI onderschept werd in Varennes.
Tijdens de Eerste Coalitieoorlog logeerden legeraanvoerders in de Bodenghien-herberg. Aan de vooravond van het treffen op 6 en 7 juli 1794 waren de prins van Coburg en de prins van Oranje er te gast. Na hun nederlaag in Mont-Saint-Jean nam de Franse overwinnaar Lefebvre hun vertrekken in.
Ruim twintig jaar later kwam het op dezelfde plek tot een nieuwe veldslag. Wellington, de aanvoerder van de Brits-Nederlandse strijdkrachten, maakte in de herberg van weduwe Wilmet zijn hoofdkwartier. Hij sliep er op 17 en 18 juni 1815 en stelde er zijn overwinningscommuniqué op. Hij noemde de veldslag dan ook de Slag bij Waterloo wat voor Engelsen beter klonk dan de Slag bij Mont-Saint-Jean, waar het gevecht in werkelijkheid werd geleverd. Het bericht werd op 22 juni 1815 gepubliceerd in The Times.
In een van de kamers op de bovenverdieping overleed Wellingtons adjudant, kolonel Alexander Gordon, die zwaargewond geraakte tijdens de gevechten bij La Haye Sainte. Op het slagveld staat een herinneringszuil op die plaats. Het museum toont een aantal persoonlijke bezittingen van Wellington en Gordon en voorwerpen die verband houden met de Slag bij Waterloo.
In 1955 werd het pand omgevormd tot museum. In 1981 werd het een bescherm monument.